# TER Franche-Comté
Der TER Franche-Comté war ein französisches Verkehrsunternehmen, das bis 2017 die Logistik des Öffentlichen Personennahverkehrs (ÖPNV) für die französische Region Franche-Comté zur Verfügung stellte. Wie auch die anderen TER-Unternehmen in Frankreich wurde sie von der Regionalregierung kofinanziert und von der Staatseisenbahn SNCF betrieben.

## Geschichte
Die Gesellschaft TER Franche-Comté betrieb ihre Linien auf einer Fläche von 16.200 km² und hielt an 65 Bahnhöfen, so dass jeder Bahnhof durchschnittlich eine Fläche von 250 km² versorgte. Die Grenzen des Verkehrsgebietes bildeten die Départements Doubs (25), Jura (39), Haute-Saône (70) und das ehemals zum Elsass gehörende Territoire-de-Belfort (90).
Die Regionalverwaltung wertete die im September 2000 begonnene Zusammenarbeit zwischen dem Département und dem SNCF als die allererste in Frankreich. Tatsächlich waren bereits seit 1998 im Elsass erste Bemühungen der Zusammenarbeit erfolgreich gewesen. Im Jahre 2002 trat dann schließlich für die Dauer von fünf Jahren die zwischen der Regionalregierung unter dem damaligen Präsidenten Jean-François Humbert und dem SNCF geschlossene Vereinbarung in Kraft, dass der SNCF als Betreiber für Regional-Schienenverkehr für das Département zuständig sei. Am 21. Dezember 2006 wurde eine Verlängerung bis 2012 beschlossen.

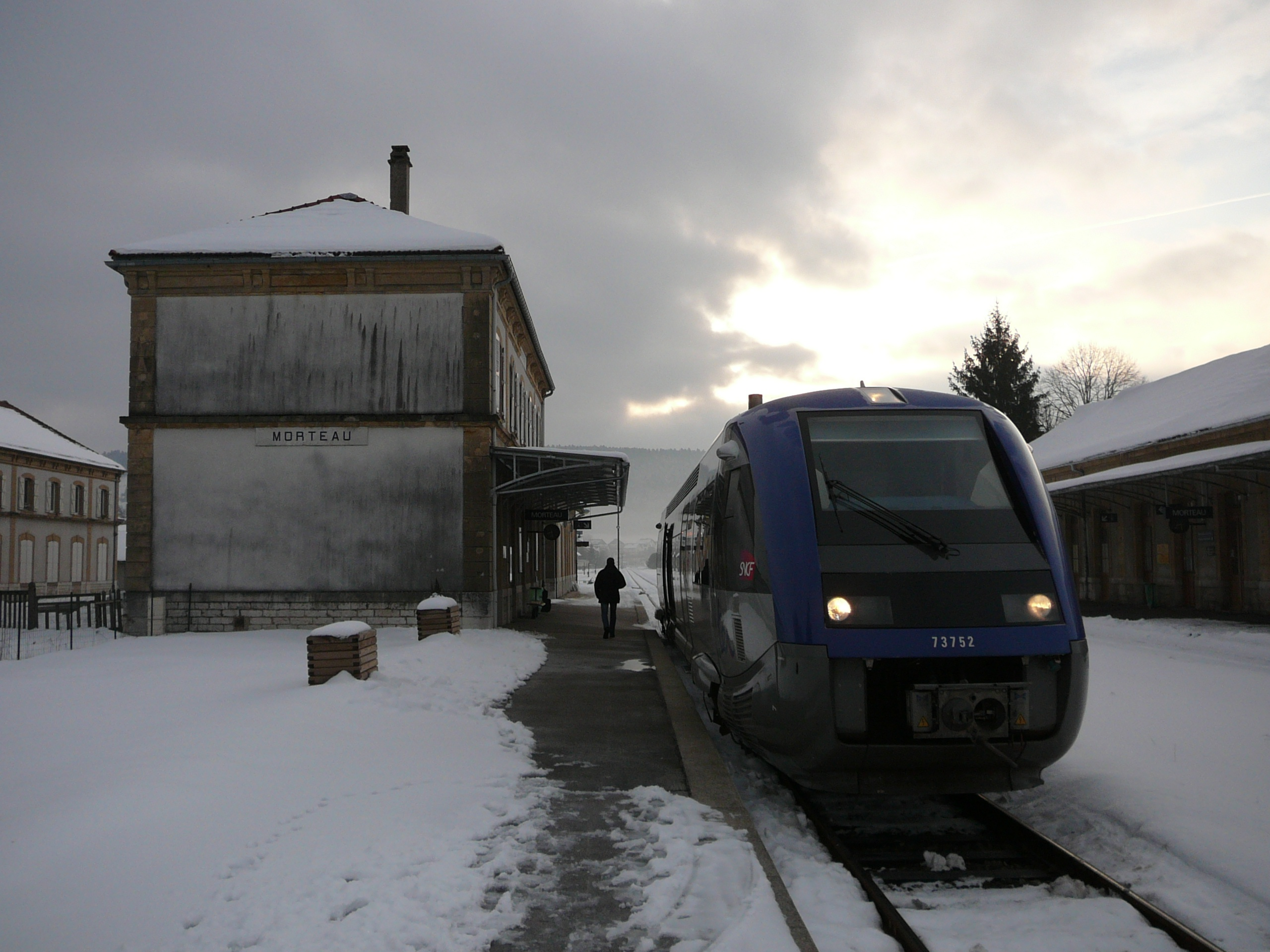
Bahnhof Morteau am Doubs, Blickrichtung Neuchâtel (Schweiz)

Mit der Unterzeichnung des Vertrages wurden die Kosten für die Modernisierung des rollenden Materials festgesetzt: So war bereits zu Beginn bekannt, dass bis 2009 85 Mio. Euro auszugeben waren, von denen allerdings mehr als die Hälfte vom Staat kofinanziert wurden. In den Maßnahmen waren eingeschlossen:
- Anschaffung von neun “Autorail à grande capacité” (5 X 76500 und 4 Z 27500) für 33 Mio. Euro
- Modernisierung von mehreren Z 11500 (Z 2), “Rames réversibles régionales” (RRR) und Corail-Zugeinheiten
- bestmögliche Aufwertung der Stationen und Haltestellen
- Verbesserung der Taktfrequenzen, insbesondere für den Schülerverkehr (mit Ausnahme der Strecken Besançon–Vesoul, Besançon–Pontarlier und Lons–Dole)

Mit der Verlängerung des Vertrages zur Zusammenarbeit wurden einige neue Züge angeschafft, weitere Autorail à grande capacité sowie im Jahr 2008 zwei WendezugCorail, diese wurden aus älterem Wagenmaterial vollständig renoviert und mit einer Klimaanlage ausgestattet. Bis zum Ende des Jahres 2009 sollten 89 Prozent des Fuhrparks von vor 2002 ersetzt oder grundlegend renoviert worden sein.
Darüber hinaus wurden, mit Hilfe des Staates, die Bahnhöfe modernisiert und ein Taktfahrplan seit Dezember 2011 eingeführt, der für leicht zu merkende Abfahrzeiten sorgt.
Der TER Franche-Comté wurde als Folge der Neuorganisation der französischen Regionen 2017 mit dem TER Bourgogne zum neuen TER Bourgogne-Franche-Comté vereinigt.

## Infrastruktur

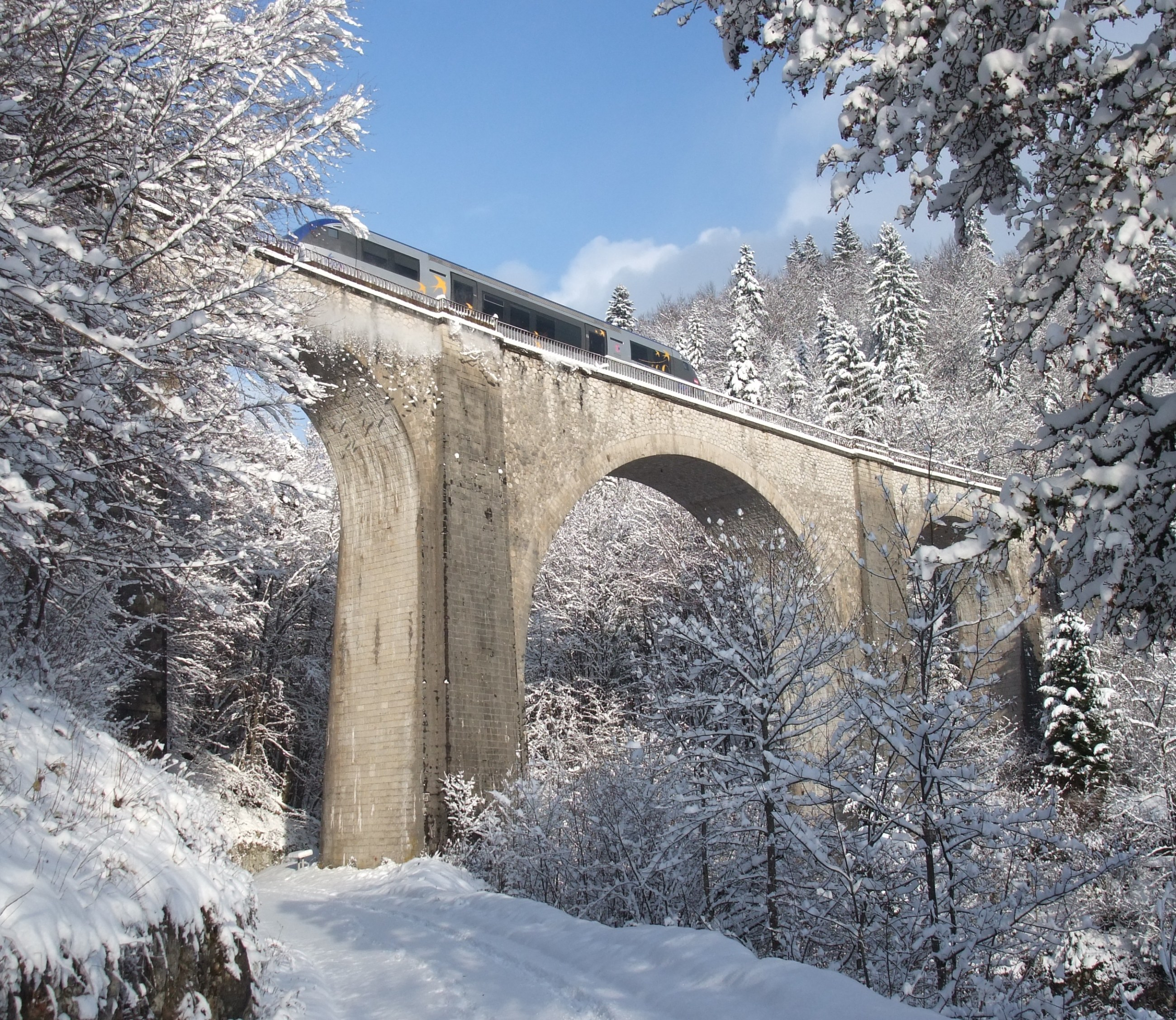
TER im Winter

Zuletzt waren im Betriebsgebiet Franche-Comté 840 km Eisenbahnstrecke vorhanden, von denen 770 km (92 %) im Linienverkehr bedient wurden. Von den Brutto-Gleisanlagen waren 49 % elektrifiziert (nordwestlich der Hauptachse ist keine Strecke elektrisch), 42 % zweigleisig. Ferner gab es 83 Tunnel mit einer Gesamtlänge von 34 km, der längste von ihnen an der Grenze zur Schweiz mit 6.000 Metern (Mont d’or), von denen 5.111 in Frankreich liegen.
Nach eigenen Angaben waren 94,5 Prozent der Züge pünktlich. Durchschnittlich nutzten 15.000 Personen täglich den TER Franche-Comté. Der mit Abstand wichtigste Bahnhof war Besançon-Viotte, gefolgt von Belfort, Montbéliard, Dole und Vesoul. Die wichtigste Eisenbahnstrecke im Nordost–Südwest-Verkehr war die Eisenbahnstrecke Dole–Besançon–Belfort.
Seit Dezember 2011 bedienten die Züge des TER Franche-Comté auch den neuen Bahnhof Besançon Franche-Comté TGV.